# 柬埔寨血奴案
柬埔寨血奴案是指2022年2月被曝光的一起疑似电信诈骗、绑架、非法拘禁和人身伤害案，主要发生地为柬埔寨西哈努克市。后柬埔寨警方称该案件纯属编造。

## 事件经过
1991年出生于苏州的李亚缘纶，自称因轻易相信同城网的招聘信息，在2021年6月被人从中国内地胁迫并偷渡至柬埔寨，因拒绝参与网络诈骗而多次被转卖。2021年8月起被累计抽血8次，后来他偷跑出来，于2022年2月11日被好心人送到中柬义工队救助站，当天被转移到中柬第一医院接受救治。
2月16日，中华人民共和国驻柬埔寨王国大使馆官网发布消息，称已获悉该男子相关情况，并已成功要求当地警方立案，中柬两国警方正协同侦查，该男子于2月15日身体好转。

## 警方通报
2月28日，柬埔寨警方向中国使馆通报初步调查结果称，该案件纯属编造。中国使馆方面称将继续跟进，并提醒中国公民不要为维权编造谣言，要明辨是非。
柬埔寨提告4名涉案編造宣傳，包括李亞緣綸、西港某醫院醫生譚小梅、中柬義工隊隊長陳寶榮和助手陳曉華。法院文件顯示，李亞緣綸被控犯「非法入境柬埔寨罪」、「煽動歧視罪」和「提供虛假申報罪」；其餘3人被控犯「煽動歧視罪」、「提供虛假申報罪」，其中陳寶榮和陳曉華再加控「非法干涉公共職能之行使罪」、「非法使用職業證明文件罪」。

## 舆论反转
该事件曝光伊始，58同城因被指提供虚假招聘信息导致李亚缘纶上当而成为众矢之的，网络诈骗也再次成为舆论关注的焦点；在柬埔寨警方公布初步调查结果后，惩戒造谣者成为舆论的焦点。
7月底，台灣Youtuber好棒Bump披露柬埔寨人口販運案再次引起討論，外界質疑柬埔寨警方掩蓋事實，誣告中柬義工隊。據中華民國警方指出，上百名台灣人也遭詐騙受害。

## 相關事件
同期，东南亚还发生了一起相似的“血奴案”。2022年3月，泰国警方通报称：一泰国女子因谎称被“中国团伙”骗往柬埔寨从事诈骗活动，并被卖血、卖器官，被判处6个月监禁。